# Xian de Gaochun
Le xian de Gaochun (高淳县 ; pinyin : Gāochún Xiàn) est un district administratif de la province du Jiangsu en Chine. Il est placé sous la juridiction de la ville sous-provinciale de Nankin (Nankin).

## Démographie
La population du district était de 427 537 habitants en 1999.